# 정당등록요건 사건
정당등록요건 사건은 정당법 제25조 등 위헌확인을 구하는 정당제도에 대한 대한민국 헌법재판소 판례이다.

## 사실관계
군소정당인 청구인은 정당은 5 이상의 시와 도당을 가져야 하고 시도당은 1천 인 이상의 당원을 가져야 한다는 규정이 정당설립의 자유, 평등권, 결사의 자유를 침해한다고 주장하며 헌법소원심판을 청구하였다.

## 결론
기각

## 이유

### 헌법소원심판청구의 적법 여부

#### 청구인능력
사회당은 등록이 취소된 이후에도 '등록정당'에 준하는 '권리능력 없는 사단'으로서의 실질을 유지하고 있다고 볼 수 있으므로 이 사건 헌법소원의 청구인능력을 인정할 수 있다.

#### 기본권침해의 가능성
권리능력 없는 사단의 실체를 가지고 있는 정당에게도 인정되는 기본권이다.

#### 권리보호이익
장래에도 이 사건 법률조항과 같은 내용의 현행 정당법 규정에 따라 같은 내용의 기본권제한이 반복될 위험이 있으므로 심판청구의 이익을 인정할 수 있다.

### 기본권의 침해 여부

#### 정당설립의 자유
헌법 제8조 제1항 전단의 정당설립의 자유는 정당설립의 자유만이 아니라 정당활동의 자유를 포함한다. 따라서 정당의 자유의 주체는 정당을 설립하려는 개개인과 이를 통해 조직된 정당 모두에게 인정되는 것이다. 구체적으로 정당의 자유는 개개인의 자유로운 정당설립 및 정당가입의 자유, 조직형식 내지 법형식 선택의 자유를 포함한다. 또한 정당설립의 자유는 설립에 대응하는 정당해산의 자유, 합당의 자유, 분당의 자유도 포함한다. 뿐만 아니라 정당설립의 자유는 개인의 정당 일반 또는 특정 정당에 가입하지 아니할 자유, 가입했던 정당으로부터 탈퇴할 자유 등 소극적 자유도 포함한다.
사안의 경우 군소정당에 대한 과도한 부담이 아니다.

## 참고 문헌
- 정회철 김유향, 최근5년간 헌법 중요판례 200, 윌비스, 2014. ISBN 9788965386124
- 한국헌법판례연구회, 헌법판례연구, 박영사, 2006.
- 헌법재판소 판례 2006.3.30. 2004헌마246

## 같이 보기
- 대한민국 헌법 제8조
- 결사의 자유
- 정당법